# 北原幸男
北原 幸男（きたはら ゆきお、1957年8月29日 - ）は、日本の指揮者。父は都山流尺八奏者の北原篁山。

## 経歴
東京都出身。指揮を尾高忠明、秋山和慶、小沢征爾、C.ブジャーヌ、W.ピーチニクの各氏に師事。桐朋学園大学卒業後、NHK交響楽団指揮研究員に就任。その後、タングルウッド音楽祭において、小澤征爾、レナード・バーンスタインの指導を受ける。
1985年、プラハの春国際音楽コンクール第3位入賞。同年、インスブルック州立歌劇場（オーストリア）専属指揮者に就任（1992年退任）。
国内では、1986年、札幌交響楽団定期演奏会に出演。以来、NHK交響楽団の定期演奏会を始め、読売日本交響楽団、日本フィルハーモニー交響楽団、東京交響楽団、東京都交響楽団等、全国各地のオーケストラに客演。
1992年、アーヘン市立歌劇場（ドイツ）及び同管弦楽団の常任指揮者に就任。同年、NHK交響楽団定期公演で指揮したショスタコーヴィチの交響曲第11番のCDをリリース。
1993年、アーヘン市立歌劇場音楽総監督に就任。1996年に退任後も、ヨーロッパを中心に活動。同年、グローバル音楽奨励賞受賞。
2003年、武蔵野音楽大学講師に就任（2004年に助教授、2007年に教授に就任し、現職）。その他、これまでにエリザベト音楽大学、創造学園大学等でも教鞭を取る。2008年、宮内庁式部職楽部指揮者に就任。
現在までに、ハノーヴァー、キール、ダルムシュタット、プラハのオペラハウス、リンツ・ブルックナー管弦楽団、北ドイツ放送交響楽団、プラハ放送交響楽団、ブダペスト交響楽団、ブカレスト・フィルハーモニー、北イスラエル交響楽団などに客演経験がある。また、新国立劇場やびわ湖ホールでのオペラ公演にも客演している。交響曲ではショスタコーヴィチ、またオペラを得意とする。
2012年、日本合唱協会首席指揮者に就任。現在、埼玉県富士見市文化芸術アドバイザー。